# اسوالیا (رود)

اسوالیا (لیتوانیایی: Svalia) رودی است که در لیتوانی جریان دارد.